# Porto Galera
Porto Galera é um município de  primeira classe de renda municipal (d) na província Oriental Mindoro, nas Filipinas. De acordo com o censo de 1 de maio  de  2020 possui uma população de 41 961 pessoas e 9 944 domicílios.